# Ti va di stare bene
Ti va di stare bene è un singolo del cantautore italiano Ultimo, pubblicato il 28 ottobre 2022 come secondo estratto dal quinto album in studio Alba.

## Descrizione
Il brano è scritto e composto dallo stesso cantautore, che ha anche curato la produzione con Andrea Ringonat.

## Video musicale
Il video musicale, diretto da Renato De Blasio, è stato pubblicato il 30 ottobre 2023 attraverso il canale YouTube del cantautore. Il video mostra le immagini delle tre date (7, 8 e 10 luglio 2023) allo Stadio Olimpico di Roma del tour Ultimo Stadi 2023 - La favola continua....

## Tracce
Testi e musiche di Niccolò Moriconi.
1. Ti va di stare bene – 3:33

## Formazione
- Ultimo – voce, produzione
- Andrea Rigonat – chitarre, basso, produzione, missaggio
- Andrea Fontana – batteria
- Will Medini – pianoforte, archi
- Ricky Carioti – missaggio, mastering

## Classifiche
| Classifica (2022) | Posizione massima |
| ----------------- | ----------------- |
| Italia            | 12                |